# 帥遠燡
帥遠燡（1817年—1857年），字仲谦，一字逸斋，湖北黄梅人。清朝政治人物，進士出身。

## 生平
远燡為道光十七年（1837年）拔貢，因父喪未能赴科舉。道光二十一年（1841年），帥承瀛病卒，道光帝念及旧臣，特賜遠燡為舉人。道光二十七年（1847年），帥遠燡考中丁未科二甲進士，改庶吉士，散館授編修。洪秀全等起事反清，遠燡於咸豐三年（1853年）上書建言軍事。後通过納貲獲得道員身份，奏留江西辦理捐輸事宜。咸豐七年（1857年），總兵李定被太平軍石達開部困於東鄉，遠燡招募兵勇前往救援，戰死，年四十一岁。朝廷授予骑都尉世職，建專祠祭祀，諡文毅。

## 家族
祖父帥承瀛為嘉慶元年（1796年）丙辰科探花，官至浙江巡撫。
其子帥畹輯有《帅文毅公遗集》五卷。